# 리처드 코브든

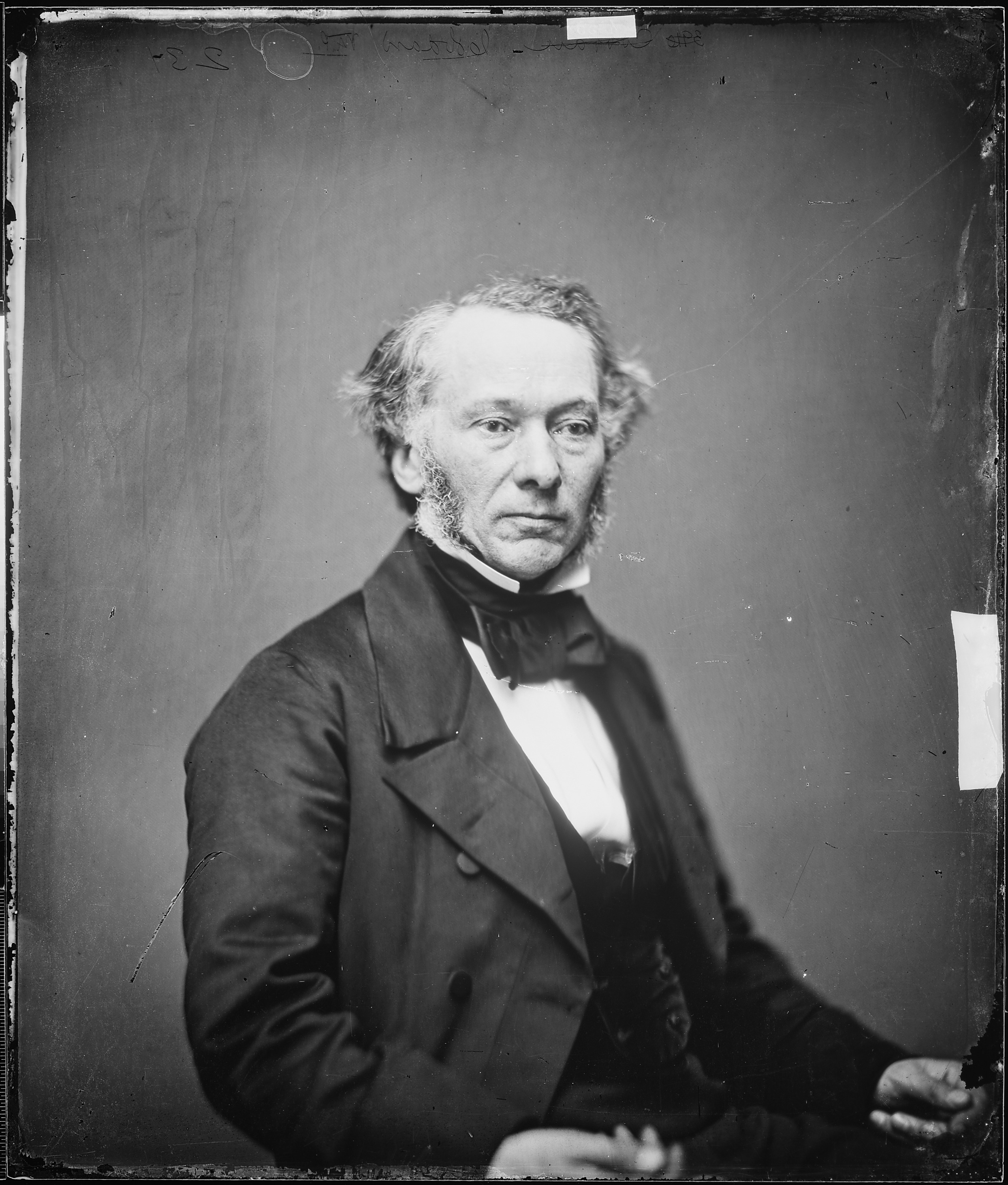
1860년 경 찍은 사진

리처드 코브던(Richard Cobden, 1804년 6월 3일 ~ 1865년 4월 2일)은 잉글랜드의 급진주의자이자 자유주의 정치인, 제조업자, 그리고 자유 무역과 평화를 위한 운동가였다. 그는 반곡물법 동맹과 코브던-슈발리에 조약과 관련이 있었다.
젊은 시절 코브던은 성공적인 상업 여행가였으며, 사브덴에 있는 수익성이 높은 날염 공장의 공동 소유주가 되었으나 맨체스터에 거주하며 그 도시와 강하게 연관되었다. 그러나 그는 곧 정치에 더 몰두하게 되었고, 그의 여행은 국제 관계 개선의 열쇠로서 자유 무역(반보호주의)의 미덕을 확신시켰다.
1838년에 그는 존 브라이트와 함께 곡물법 폐지를 목표로 하는 반곡물법 동맹을 설립했다. 곡물법은 수입 밀에 세금을 부과하여 빵 가격을 인상함으로써 지주들의 이익을 보호했다. 1841년부터 의원으로서 그는 필 내각의 반대와 싸웠고, 1846년에 폐지가 이루어졌다.

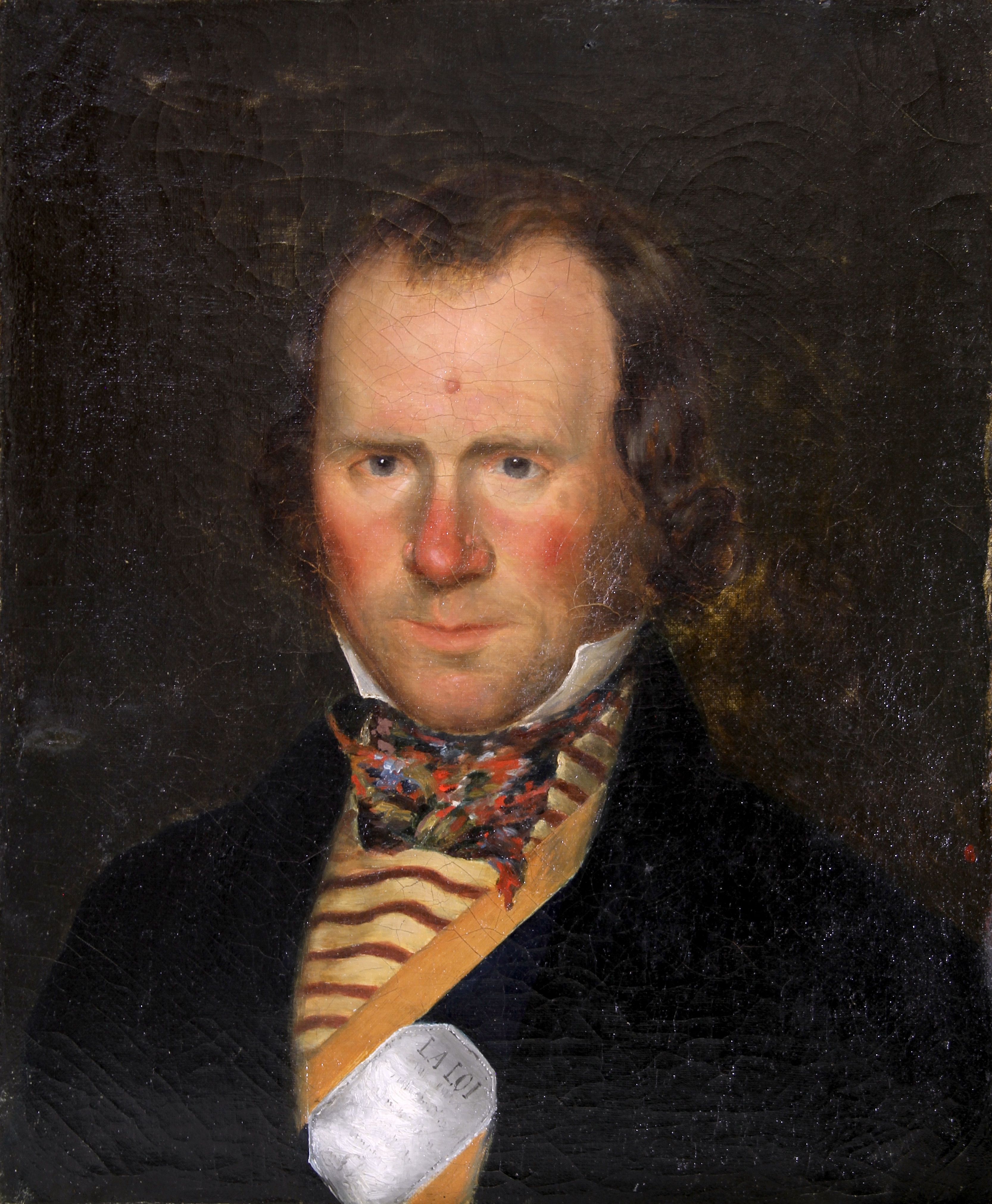
리처드 코브던이 "법"이라고 적힌 대사의 휘장을 착용하고 있다. 아리 셰퍼 작.

또 다른 자유 무역 이니셔티브는 1860년 코브던-슈발리에 조약으로, 영국과 프랑스 간의 긴밀한 상호 의존성을 촉진했다. 이 운동은 존 브라이트와 프랑스 경제학자 미셸 슈발리에와의 협력을 통해 진행되었으며, 의회의 프랑스에 대한 고질적인 불신에도 불구하고 성공을 거두었다.

## 생애

### 초기 생애
코브던은 서식스주 미드허스트 근처 헤이숏에 있는 던포드라는 농가에서 태어났다. 그는 밀리센트(본명 앰버)와 윌리엄 코브던 부부의 11자녀 중 넷째였다. 그의 가족은 여러 세대에 걸쳐 그 지역에 거주하며 무역과 농업에 종사했다. 그의 할아버지 리처드 코브던은 헤이숏에 있는 벡스 제분소를 소유했으며, 미드허스트에서 엿기름 제조업자로 번성하여 집사와 수석 매지스트레이트를 지냈다. 그러나 그의 아버지 윌리엄은 1809년 리처드가 사망하자 농업을 택하여 던포드 농장을 운영했다. 사업 수완이 좋지 않았던 그는 농장이 실패하자 재산을 팔고 가족과 함께 인근 길라드 오크의 작은 농장으로 이사했다. 상황은 나아지지 않았고 1814년에는 몇 차례 더 이사를 한 후 햄프셔주 앨턴 근처 웨스트 미언에 소작농으로 정착했다.
코브던은 데임 스쿨에 다녔고, 그 다음에는 노스 라이딩 오브 요크셔에 있는 보우스 홀 스쿨에 다녔다.

### 초기 사업 경력
15세 때 그는 삼촌 리처드 웨어 콜의 창고 사업을 위해 런던으로 가서 모슬린과 캘리코 상업 여행가가 되었다. 그의 친척은 그 소년이 학문에 열정적으로 몰두하는 것을 보고, 상업 생활의 성공에 치명적인 장애물이 될 가능성이 높으니 그런 취미를 삼가라고 엄숙하게 경고했다. 코브던은 굴하지 않고 런던 인스티튜션 도서관을 잘 활용했다. 삼촌의 사업이 실패하자 그는 이스트챕에 있는 파트리지 & 프라이스에 합류했는데, 그 중 한 파트너는 그의 삼촌의 전 파트너였다.
1828년 코브던은 셔리프와 길렛과 함께 포트 브라더스, 맨체스터 캘리코 프린터의 런던 대리인으로 존 루이스의 자본 일부를 가지고 자신의 사업을 시작했다. 1831년, 파트너들은 랭커셔주 클리더로 근처 새브든에 있는 포트의 공장을 임대하려고 했다. 그러나 그들은 충분한 자본이 없었다. 코브던과 그의 동료들은 포트에게 깊은 인상을 주어 그들이 상당한 지분을 유지하는 데 동의했다. 새로운 회사는 번창했고 곧 세 개의 사업장을 가졌다. 사브덴의 인쇄 공장과 런던 및 맨체스터의 판매점이다. 맨체스터 지점은 1832년에 그곳에 정착하여 도시와 오랜 관계를 시작한 코브던의 직접적인 관리를 받았다. 그는 현재 코브던 하우스라고 불리는 퀘이 스트리트의 집에 살았다. 그의 거주지를 기념하는 명판이 있다. 사업의 성공은 결정적이고 빨랐으며, "코브던 프린트"는 곧 품질로 유명해졌다.
만약 코브던이 자신의 모든 에너지를 사업에 쏟았다면, 그는 곧 매우 부유해졌을 것이다. 사업에서의 그의 수입은 보통 연간 8,000~10,000파운드였다. 그러나 평생의 학습 및 탐구 습관은 그의 많은 시간을 차지했다. 그는 리브라라는 필명으로 맨체스터 타임즈에 상업 및 경제 문제를 논하는 많은 편지를 발표했다. 그의 아이디어 중 일부는 애덤 스미스의 영향을 받았다.

### 첫 번째 출판물

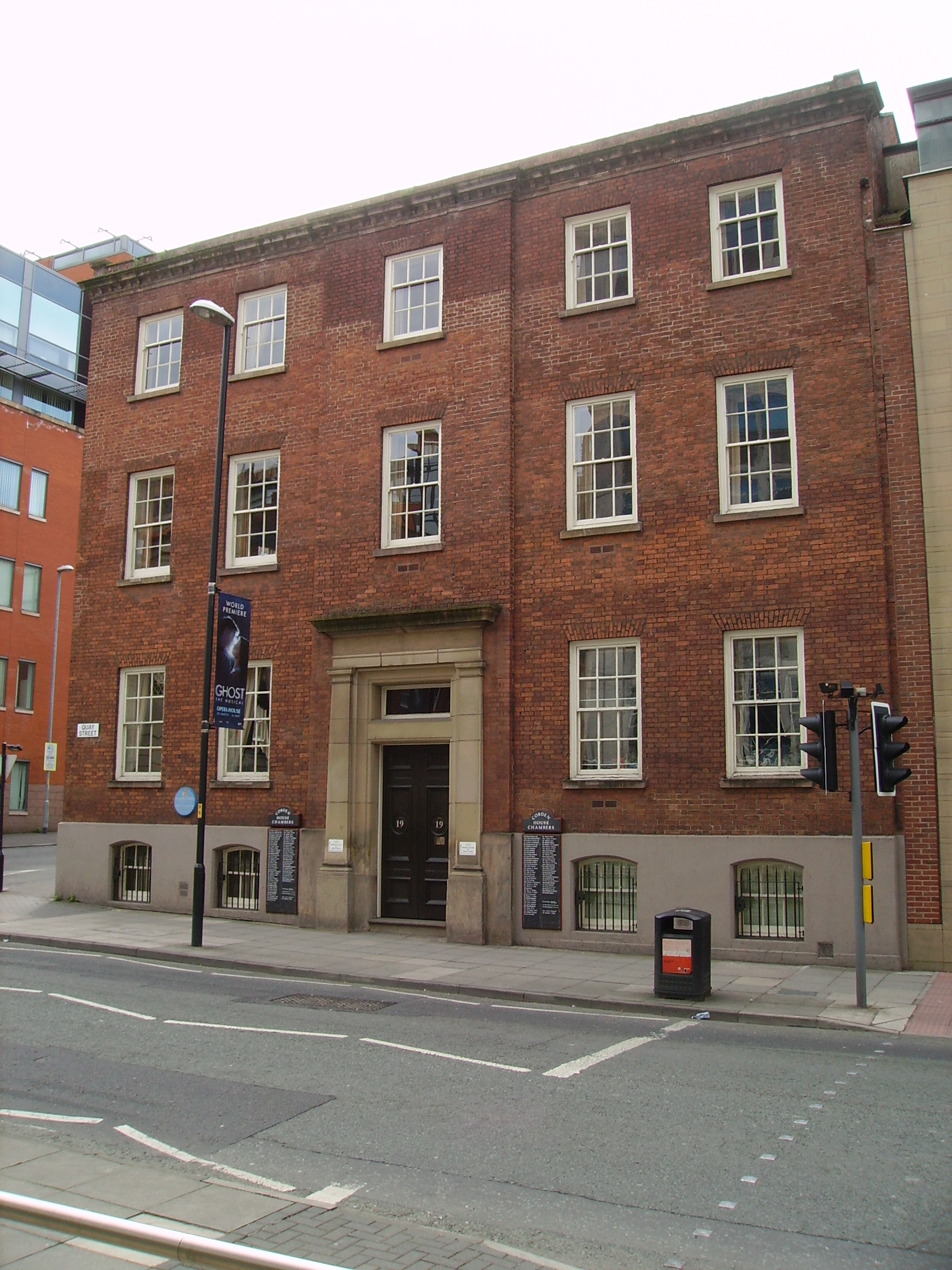
코브던의 퀘이 스트리트 맨체스터 집.

1835년에 그는 맨체스터 제조업자가 쓴 "잉글랜드, 아일랜드, 아메리카"라는 제목의 첫 번째 소책자를 출판했다.
코브던은 평화, 불간섭, 긴축 및 자유 무역의 원칙을 옹호했으며, 이에 충실히 따랐다. 그는 1835년 6월 7일 뉴욕에 상륙하여 미국을 방문했다. 그는 약 3개월 동안 이 여행에 전념하여 해안 주와 인접한 캐나다 지역을 빠르게 통과하며 국가의 상태, 자원 및 전망에 대한 많은 정보를 수집했다. 1836년 말에는 "러시아"라는 제목의 또 다른 저작이 출판되었다. 이것은 데이비드 우르쿠하트가 영감을 준 러시아공포증의 맹렬한 발병에 대항하기 위해 고안되었다. 그것은 또한 세력 균형의 개념과 상업 보호를 위한 대규모 군비의 필요성에 기반한 외교 정책 전체 시스템에 대한 대담한 비난을 담고 있었다.

### 여행
건강 악화로 인해 영국을 떠나야 했던 그는 1836년 말부터 1837년 초까지 몇 달 동안 스페인, 튀르키예, 이집트를 여행했다. 이집트 방문 중 그는 무함마드 알리와 면담했는데, 개혁 군주로서의 그의 인물에 대해 그리 호의적인 인상을 받지는 못했다. 그는 1837년 4월에 영국으로 돌아왔다. 그는 이 시기에 미국도 방문했다.

### 정치에서의 첫 발걸음

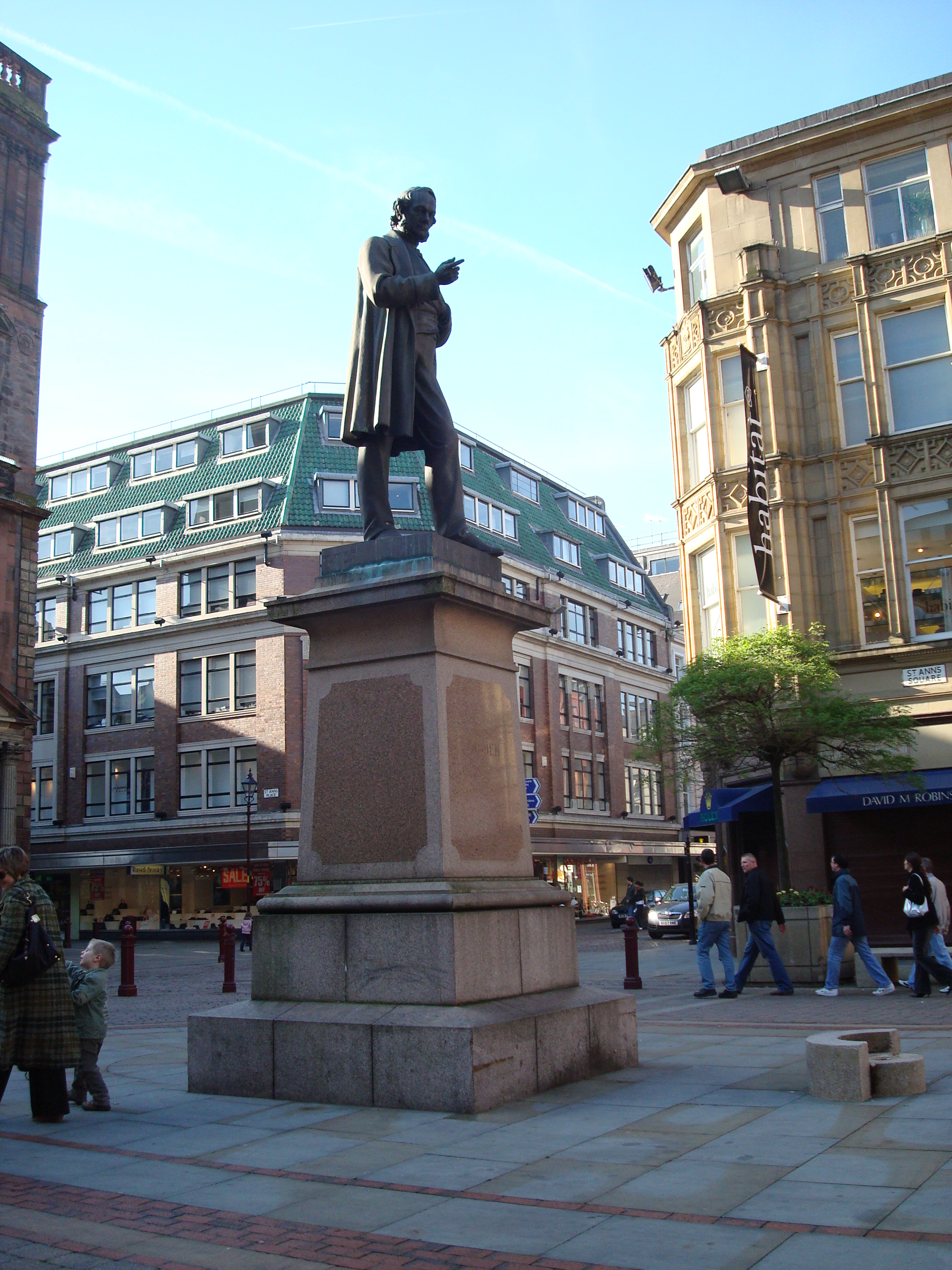
맨체스터 세인트 앤 교회 밖에 있는 리처드 코브던 동상.

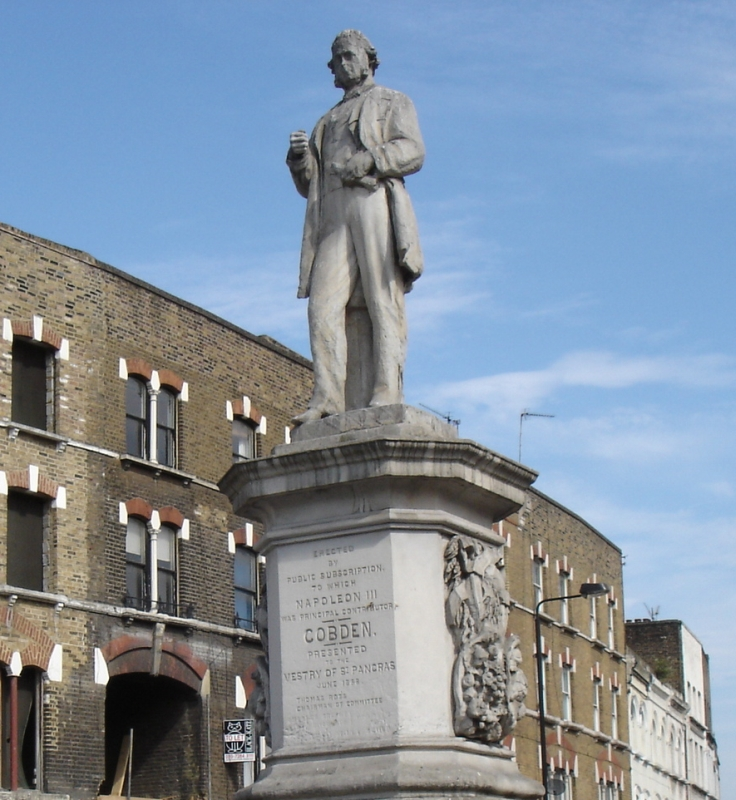
캠던 하이 스트리트에 있는 리처드 코브던 동상.

코브던은 곧 맨체스터의 정치 및 지식 생활에서 눈에 띄는 인물이 되었다. 그는 맨체스터 아테나이움의 설립을 옹호했고 그 개회 연설을 했다. 그는 상공회의소 회원이었고 시의 편입 운동에 참여하여 첫 번째 자치회원 중 한 명으로 선출되었다. 그는 또한 대중 교육의 대의명분에 따뜻한 관심을 갖기 시작했다. 그의 첫 대중 연설 시도 중 일부는 맨체스터, 솔퍼드, 볼턴, 로치데일 및 기타 인근 도시에서 영국 학교 설립을 옹호하기 위해 소집한 회의에서 이루어졌다. 그가 로치데일로 이 목적을 위한 임무를 수행하는 동안 처음으로 존 브라이트와 알게 되었다. 1837년 윌리엄 4세의 사망과 빅토리아 여왕의 즉위로 총선이 치러졌다. 코브던은 스톡포트 후보였으나 아깝게 패했다.
그의 다른 관심사로는 조지 콤베와의 우정, 그리고 1830년대와 1840년대에 맨체스터 골상학회 활동이 있었다. 1850년 그는 콤베에게 아들의 골상학적 독해를 부탁했다.

### 곡물법
곡물법은 영국의 곡물 생산자들을 위해 가격을 높게 유지하도록 고안된 수입 곡물에 대한 세금이었다. 이 법은 실제로 식량 가격을 인상시켰고, 당시 농촌 지역보다 정치적 대표성이 훨씬 적었던 도시 지역의 반대의 초점이 되었다. 곡물법은 가파른 수입 관세를 부과하여, 식량 공급이 부족할 때에도 다른 나라로부터 수입되는 곡물의 양을 줄였다. 이 법은 보수적인 지주들의 지지를 받았고 휘그당 산업가와 노동자들의 반대에 부딪혔다. 반곡물법 동맹은 대중과 지배 계층의 의견을 이 법에 반대하도록 바꾸는 데 책임이 있었다. 그것은 유토피아적인 비전을 가진 크고 전국적인 중산층 도덕 운동이었다. 그 주요 옹호자는 리처드 코브던이었다. 역사가 아사 브릭스에 따르면, 코브던은 이 법의 폐지가 동시에 네 가지 큰 문제를 해결할 것이라고 거듭 약속했다.
첫째, 이는 제조업자에게 제품 판매처를 제공하여 번영을 보장할 것이다. 둘째, 식량 가격을 낮추고 더 규칙적인 고용을 보장함으로써 '영국 문제'를 완화할 것이다. 셋째, 도시 및 산업 지역에서 제품 수요를 자극하여 영국 농업을 더 효율적으로 만들 것이다. 넷째, 상호 이익이 되는 국제 무역을 통해 새로운 국제 우호와 평화의 시대를 열 것이다. 이 네 가지 유익한 해결책에 대한 유일한 장벽은 지주들의 무지한 사리사욕, 즉 '빵 세금을 부과하는 과두정치, 무원칙하고 무감각하며 탐욕스럽고 약탈적'인 것이었다.

1838년 맨체스터에서 연맹이 결성되었다. 코브던의 제안에 따라 전국적인 조직인 반곡물법 동맹이 되었다. 연맹의 7년 동안 코브던은 주요 대변인이자 활력을 불어넣는 정신이었다. 그는 농업 지주들에게 직접 도전하거나 피어거스 오코너가 이끄는 노동 계급 차티스트들과 대결하는 것을 두려워하지 않았다.
1841년 로버트 필이 멜버른 내각을 의회에서 무너뜨리자 총선이 있었고, 코브던은 스톡포트의 새 의원으로 당선되었다. 그의 반대자들은 그가 하원에서 완전히 실패할 것이라고 자신만만하게 예측했다. 그는 하원에 입회한 후 오래 기다리지 않고 그들의 예측을 시험대에 올렸다. 의회는 8월 19일에 열렸다. 24일, 국왕 연설에 대한 토론 중 코브던은 첫 연설을 했다. 해리엇 마티노는 그녀의 "평화의 역사"에서 "그는 하원에서 신입 의원에게 일반적으로 주어지는 예의를 받지 못했으며, 그가 그런 관례를 필요로 하지 않는다는 것이 감지되었다"고 보고했다. 그는 굴하지 않고 곡물법에 대한 자신의 입장을 간단하고 강력하게 설명했다. 이것은 그가 문제의 달인으로서 명성을 얻기 시작한 시점이었다.

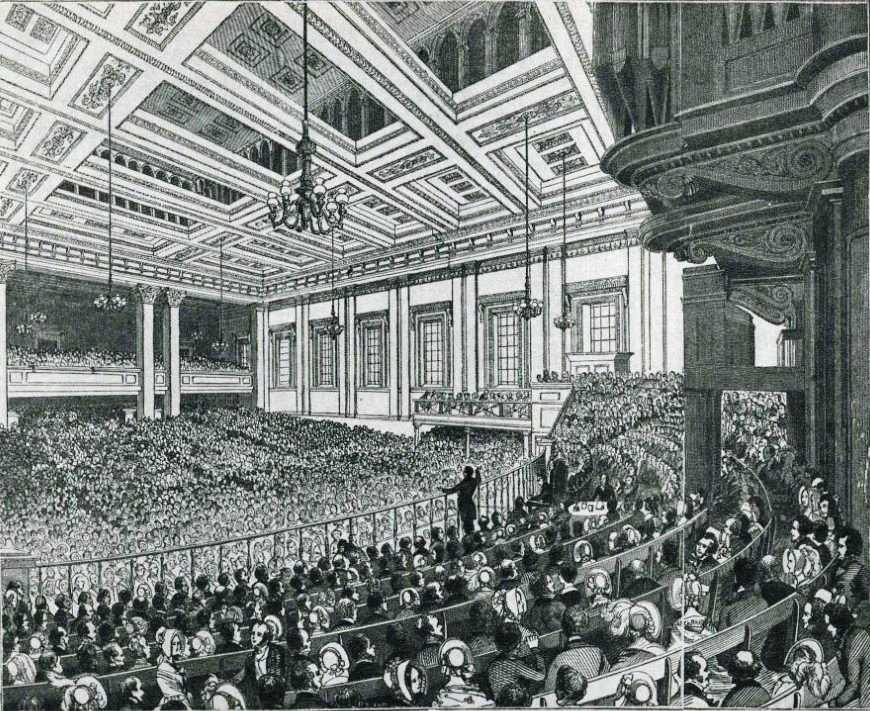
1846년 엑세터 홀에서 열린 반곡물법 동맹 회의

1842년 4월 21일, 코브던은 다른 67명의 하원의원들과 함께 윌리엄 셔먼 크로퍼드(동료 반곡물법 동맹원)의 동의안에 찬성표를 던져 인민 헌장(1838년)의 요구 사항(노동자 투표권, 비밀 투표로 보호)을 고려할 위원회를 구성했다.
1843년 2월 17일, 코브던은 필을 공격하며 그를 국가 노동자들의 비참하고 불만에 찬 상태에 책임이 있다고 주장했다. 필은 토론에서 반응하지 않았지만, 이 연설은 정치적 감정이 고조된 시기에 이루어졌다. 필의 개인 비서였던 에드워드 드러먼드는 최근에 수상으로 오인되어 정신 이상자에 의해 길거리에서 총에 맞아 사망했다. 그러나 저녁 늦게 필은 흥분하고 격앙된 어조로 이 발언을 자신에 대한 폭력 선동으로 언급했다. 필의 토리당은 이 힌트를 잡아 광적인 흥분 상태에 빠졌고, 코브던이 개인적인 책임이 아니라 공적인 책임을 의미했다고 설명하려 하자 그는 압도당했다.
필은 입장을 바꾸어 1846년에 곡물법 폐지를 요구했다. 코브던과 연맹은 수년간 이 순간을 준비했지만 1846년에는 거의 역할을 하지 못했다. 필의 적극적인 정치 공작 끝에 곡물법 폐지안은 1846년 5월 16일 하원에서 98표 차이로 통과되었다. 필은 보수당 지도부와 그 의원 중 3분의 1이 휘그당과 합류하는 연합을 형성했으며, 보수당 의원 중 3분의 2는 그에게 반대표를 던졌다. 이로 인해 필의 토리당은 분열되었고 그의 정부는 붕괴되었다.
필의 사임 연설에서 그는 곡물법 폐지에 있어 그 누구보다도 코브던에게 공을 돌렸다.

### 경의, 여행 및 재정착

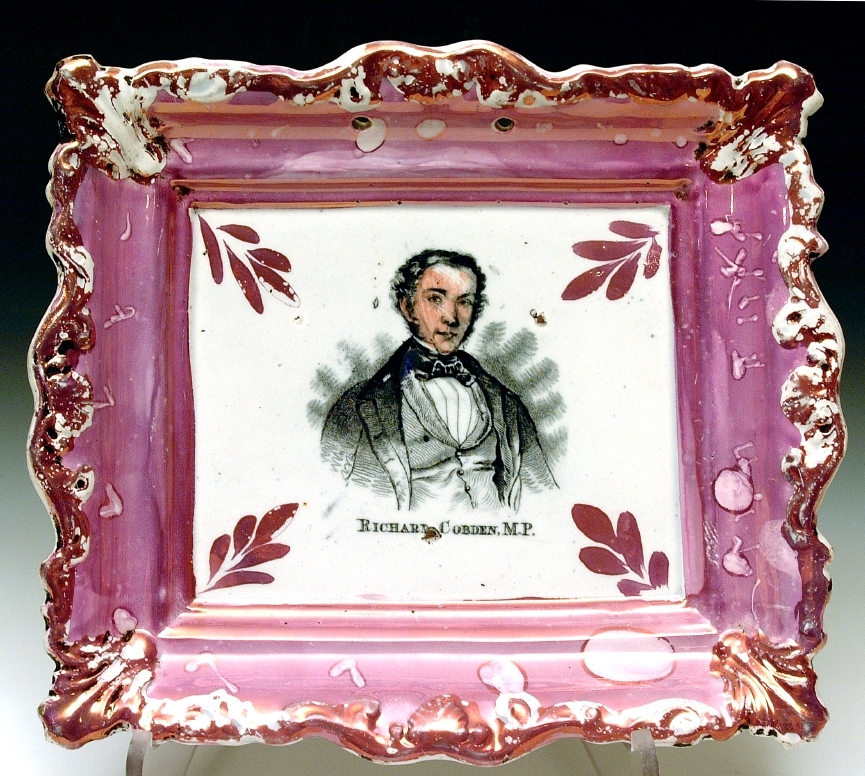
선덜랜드 루스터웨어 "스플래시" 명판.

코브던은 이 캠페인을 위해 자신의 사업, 가정의 안락함, 그리고 한때는 건강까지 희생했다. 그래서 그의 친구들은 그 나라가 그러한 희생에 대한 감사의 의미로 그에게 상당한 보상을 해줘야 한다고 생각했다. 공개 기부를 통해 80,000파운드의 금액이 모였다. 만약 그가 개인적인 야망을 품고 있었다면, 그는 최고 관직에 오를 전망과 함께 정치적 승진 경쟁에 뛰어들었을 수도 있다. 곡물법 폐지 직후 필의 뒤를 이어 수상이 된 존 러셀 경은 코브던에게 그의 정부에 합류할 것을 제안했지만, 코브던은 이 제안을 거절했다.

코브던은 해외에서 평화로운 사생활을 찾기를 희망했지만 그의 명성은 유럽 전역에 퍼져 있었고 그는 급진 운동에 의해 영웅 대접을 받았다. 1846년 7월, 그는 친구에게 "내 머리 속에서 새로운 계획이 진행 중이라는 것을 알려드리려 합니다. 저는 이집트나 이탈리아에 은둔하려는 모든 생각을 포기했습니다. 저는 유럽 대륙을 순회하며 선전 활동을 할 예정입니다."라고 썼다. 그는 프랑스, 프로이센, 오스트리아, 러시아, 스페인으로부터 받은 초청을 언급하며 덧붙였다. 
자, 저는 하나님의 도움으로 다음 12개월 동안 유럽의 모든 대국을 방문하고, 그들의 통치자나 정치가를 만나, 국내에서 저항할 수 없었던 진리들을 강요하려고 노력할 것입니다. 왜 제가 비활동 상태로 녹슬어야 합니까? 만약 제 동포들의 공공 정신이 저에게 그들의 선교사로서 여행할 수단을 제공한다면, 저는 이 나라 국민의 대륙 국가들에 대한 첫 번째 대사가 될 것입니다. 저는 저를 실망시킨 적 없는 본능적인 감정에 이끌려 이 일을 합니다. 저는 유럽의 금지 국가들이 우리 보호 정책을 뒤엎는 것보다 더 자유로운 시스템을 채택하도록 강제하는 강력한 사례를 만들 수 있다고 느낍니다.
그는 프랑스, 스페인, 이탈리아, 독일, 러시아를 차례로 방문했으며 가는 곳마다 환영받았다. 그는 공개 시위에 참여했을 뿐만 아니라 주요 정치인들과 여러 차례 개인적인 면담을 가졌다. 그가 부재 중일 때 총선이 있었고, 그는 스톡포트와 웨스트 라이딩 오브 요크셔에서 (1847년에) 당선되었다. 그는 후자를 선택했다.
1848년 6월 리처드 코브던은 가족과 함께 맨체스터에서 런던 패딩턴으로 이사하여 웨스트번 테라스 103호에 집을 구했다. 1847년 그는 던포드에 있는 옛 가족 집을 다시 매입했으며 1852년 또는 1853년에 그곳에 집을 다시 지었고, 그곳에서 죽을 때까지 계속 거주했다.

### 평화주의자 활동
코브던은 해외에서 돌아오자마자 그에게 자유 무역의 논리적인 보완책으로 보였던 평화 증진과 해군 및 군사 무기 감축에 몰두했다. 그는 내정 불간섭의 원칙의 지지자였으며, 전쟁에 대한 그의 혐오감은 열정에 가까웠으며, 사실 그의 곡물법 반대 운동은 자유 무역이 평화와 전쟁에 대한 방어의 강력한 힘이라는 믿음에 의해 동기 부여되었다. 그는 스스로 조롱당할 위험과 유토피아주의라는 비난을 감수했다. 1849년 그는 의회에 국제 중재를 지지하는 제안을 제출했고, 1851년에는 상호 군비 감축 동의를 제출했다. 그는 어느 경우에도 성공하지 못했으며, 그도 성공할 것이라고 기대하지 않았다. 같은 목표를 추구하면서 그는 1848년부터 1851년까지 브뤼셀, 파리, 프랑크푸르트, 런던, 맨체스터, 에든버러에서 차례로 열린 일련의 평화 회의에 참여했다.
아편 전쟁에 반대하면서 코브던은 "노예 무역에서 우리(영국인)가 세상에서 죄를 능가했듯이, 해외 전쟁에서도 우리는 태양 아래 가장 공격적이고 싸움을 걸며 호전적이고 피비린내 나는 국가"라고 주장했다. 1850년 10월 그는 조지프 스터지에게 편지를 써서 지난 25년간 "우리가 지구상에서 비교할 수 없을 정도로 가장 피비린내 나는 국가였다는 것을 알게 될 것이다... 중국, 버마, 인도, 뉴질랜드, 케이프, 시리아, 스페인, 포르투갈, 그리스 등, 우리가 전쟁을 벌이거나 총검으로 우리의 조건을 지시하지 않은 나라는 거의 없다"고 주장했다. 코브던은 "가장 많은 피를 흘린" 영국인들이 다른 유럽 전체를 합친 것보다 더 많은 전쟁에 개입했다고 믿었다. 이 점에서 코브던은 영국 귀족을 비난했는데, 그들은 "영국 민족의 전투성을 자신들의 목적에 맞게 전환시켰다"고 주장했다.
1852년 4월, 영국이 버마 정부에 의한 영국인 선장 두 명의 학대 사건으로 버마에 전쟁을 선포했을 때, 코브던은 전쟁의 casus belli에 "경악했다":
저는 제 나라 때문에 얼굴을 붉혔고, 그 나라를 향한 우리의 행동이 보여준 모든 정의와 품위의 무자비한 무시 때문에 제 혈관 속의 피는 분노로 떨렸습니다. 프란시스코 피사로나 코르테스가 저지른 폭력과 불의는 우리의 것보다 더 투명한 권리라는 명분으로 거의 가려지지 않았습니다." 코브던은 버마인들이 "우리 64파운드 고온 포탄과 다른 지옥 같은 전쟁 기술 개선에 맞서 우리 철도에 대항하여 도로를 달리는 것보다 더 많은 기회가 없었다... 우리가 포격, 포탄, 로켓 공격으로 전쟁을 시작한 날은... 원주민들은 악마들의 맹공격이라고 생각했을 것인데, 그 날이 부활절 일요일이었다!"

코브던은 1853년에 "인도에서 전쟁이 일어나는 방식: 버마 전쟁의 기원"을 출판했다. 이 저서에서 그는 미국과의 유사한 분쟁이 왜 전쟁으로 이어지지 않았는지에 대해 이론화했다. 코브던에 따르면 그 이유는 "미국은 강력하고 버마는 약하기 때문이다... 영국은 스스로를 방어할 수 있는 강대국에 대해서는 이런 식으로 행동하지 않았을 것"이라고 했다.
1851년~1852년에 프랑스 제2제국이 수립되자 언론에 의해 조장된 맹렬한 공포가 대중을 사로잡았다. 나폴레옹 3세는 변명이나 도발 없이 영국 해안에 갑작스럽고 해적적인 공격을 계획하는 것으로 묘사되었다. 코브던은 의회 안팎에서 일련의 연설과 소책자를 통해 동포들의 격정을 진정시키려 노력했다. 그렇게 함으로써 그는 자유 무역의 옹호자로서 얻었던 큰 인기를 희생했고, 한동안 영국에서 가장 욕을 많이 먹는 사람이 되었다.
그러나 동유럽에서 발생한 팔레스타인의 종교 유적지 분쟁으로 인해 여론은 갑자기 바뀌었고, 프랑스 황제에게 향했던 모든 의심과 증오는 러시아 황제에게로 향했다. 나폴레옹 3세는 영국의 충실한 동맹국으로 인정받았고, 대중적 흥분의 소용돌이 속에서 영국은 크림 전쟁으로 휩쓸려 들어갔다.

다시 한번 대중 정서와 맞서 싸운 코브던은 튀르키예를 여행하고 그 정치에 대해 연구한 결과 오스만 제국의 독립과 보전을 유지하라는 외침을 일축했다. 그는 그것들을 유지하는 것이 불가능하다고 부정했으며, 바람직하다는 것도 강하게 부정했다. 그는 러시아의 확대주의에 대한 질투와 러시아 권력에 대한 두려움이 터무니없는 과장이라고 믿었다. 그는 유럽 튀르키예의 미래는 기독교 인구의 손에 달려 있으며, 영국이 운명적이고 쇠퇴하는 이슬람 세력과 동맹을 맺기보다는 그들과 동맹을 맺는 것이 더 현명했을 것이라고 주장했다. 그는 하원에서 이렇게 말했다. 
여러분은 현명하고 정력적인 사람으로서 이 질문에 답해야 합니다. 기독교 인구와 무엇을 해야 합니까? 왜냐하면 이슬람교는 유지될 수 없으며, 저는 이 나라가 이슬람교 유지를 위해 싸우는 것을 보고 싶지 않습니다... 여러분은 유럽 지도에 튀르키예를 유지하고 싶다면 그 나라를 튀르키예라고 부를 수도 있지만, 그 나라에서 이슬람 통치를 유지할 수 있다고 생각하지 마십시오.
 전쟁을 지지하는 대중 정서의 물결은 저항할 수 없었고, 코브던과 존 브라이트는 모두 비난에 휩싸였다. 카를 마르크스는 "코란의 법을 완전히 포기하지 않고서는 [반대당 의원 코브던은 주장한다] 튀르키예의 기독교인들을 튀르크인들과 동등하게 만드는 것은 불가능했다. 우리는 코브던 씨에게 현재의 국교회와 영국 법률로 코브던과 브라이트와 같은 영국 노동자들을 동등하게 만들 수 있는지 물어볼 수도 있을 것이다"라고 썼다.

### 제2차 아편 전쟁
1857년 초, 중국에서 영국의 전권대사와 광둥성의 총독 사이에 Arrow라는 작은 배나 룽차와 관련하여 갈등이 발생하여 영국 제독이 강변 요새를 파괴하고 청나라 해군 소속 선박 23척을 불태우고 광저우 시를 폭격했다는 소식이 영국에 전해졌다. 공식 문서를 신중히 조사한 후 코브던은 이러한 행동이 완전히 부당한 절차라고 확신했다. 그는 의회에 이와 관련된 동의안을 제출했고, 이는 4박에 걸친 길고 기억에 남을 토론으로 이어졌다. 이 토론에서 그는 시드니 허버트, 제임스 그레이엄, 윌리엄 글래드스턴, 존 러셀, 그리고 벤저민 디즈레일리의 지지를 받았으며, 결국 파머스턴 경이 16표 차이로 패배하며 끝났다.
하지만 이 승리는 그에게 의석을 잃게 했다. 파머스턴 경의 패배에 이은 의회 해산 후, 코브던은 허더즈필드의 후보가 되었지만, 그 도시의 유권자들은 러시아 전쟁을 지지하고 광저우에서의 진행을 승인한 그의 상대 후보를 선호했다. 코브던은 그리하여 사생활로 돌아갔고, 던포드의 시골집으로 은퇴하여 땅을 경작하고 돼지를 기르며 완벽한 만족 속에서 시간을 보냈다.
그는 이 여가 기간을 이용하여 미국을 다시 방문했다. 그가 부재 중이던 1859년 총선에서 그는 로치데일에서 무투표로 당선되었다. 파머스턴 경은 다시 수상이었고, 진보적인 자유당이 자신이 예상했던 것만큼 쉽게 "무너뜨려지지" 않는다는 것을 발견한 후, 화해의 제안을 했고 코브던과 토머스 밀너 깁슨에게 그의 정부에 합류할 것을 요청했다. 리버풀에 상륙하는 코브던에게 전달된 솔직하고 따뜻한 편지에서 파머스턴 경은 그에게 상무원장 직책과 내각의 한 자리를 제안했다. 그의 많은 친구들이 그에게 수락을 강력히 촉구했지만, 그는 망설임 없이 제안된 명예를 거절하기로 결정했다. 런던에 도착하자마자 그는 파머스턴 경을 찾아갔고, 최대한 솔직하게 자신은 공개적으로 그에게 자주 반대하고 비난했으며, 특히 외교 정책 문제에 있어 여전히 그의 견해와 크게 다르기 때문에 자신의 의무감과 일관성에 위배되지 않고서는 그 밑에서 장관으로 일할 수 없다고 말했다. 파머스턴 경은 너그러운 태도로 그의 반대를 반박하려고 노력했지만 성공하지 못했다.

### 코브던-슈발리에 조약
코브던은 팔머스턴 경 정부의 책임을 공유하는 것을 거부했지만, 영국과 프랑스 간의 더 자유로운 상업 교류를 촉진하는 데 있어서는 그 정부의 대표로 활동할 의향이 있었다. 그러나 이 목적을 위한 협상은 브라이트와 미셸 슈발리에와 함께 그 스스로 시작한 것이었다. 1859년 말 그는 팔머스턴 경, 존 러셀 경, 글래드스턴을 찾아가 이 목적을 촉진하기 위해 프랑스를 방문하고 나폴레옹 3세와 그의 장관들과 소통할 의향을 밝혔다. 이 정치가들은 그의 목적에 대해 일반적으로 승인을 표했지만, 그는 처음에는 어떤 공식적인 권한도 없이 전적으로 자신의 주도로 나섰다. 파리에 도착하자 그는 나폴레옹과 오랜 시간을 면담하며 양국이 서로에게 더 밀접하게 의존하는 것을 방해하는 장애물을 제거하는 것을 지지하는 많은 주장을 펼쳤고, 자유 무역에 대해 그의 마음에 상당한 인상을 남기는 데 성공했다. 그런 다음 그는 프랑스 장관들에게 연설했고, 특히 그가 옹호하는 경제 및 상업 원칙에 호의적이었던 외젠 루에와 많은 진지한 대화를 나누었다. 이러한 예비 및 비공식 협상에 많은 시간이 소요된 후, 양국 간의 상업 조약 문제가 외교의 영역에 진입하자 영국 정부는 그에게 프랑스 대사인 헨리 웰즐리와 함께 이 문제에 대한 전권대사로 활동해 줄 것을 요청했다. 그러나 이는 매우 길고 힘든 작업임이 입증되었다. 그는 프랑스 보호무역주의자들의 극심한 적대감과 싸워야 했고, 이는 황제와 그의 장관들 측에서 상당한 망설임을 야기했다. 또한 영국 내에서도 설명할 수 없는 지연, 주저, 트집이 있었다.

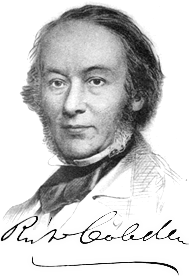

게다가 그는 강력한 영국 언론의 격렬한 공격을 받았고, 프랑스 관세 변경과 관련된 수많은 세부 사항을 다루어야 했기 때문에 끈기와 노력에 대한 부담은 덜 단호한 사람이라면 낙담했을 것이다. 그러나 다른 모든 것보다 더 큰 어려움이 하나 있었다. 그가 이 사업에 참여하게 된 강력한 동기 중 하나는 영국과 프랑스 간에 더 우호적인 관계를 구축하고, 양국 간의 평화를 위태롭게 하고 끊임없이 터져 나오는 상호 질투와 불안감을 해소하려는 열렬한 바람이었다. 이것은 그가 황제와 프랑스 정부 구성원들을 설득하는 데 가장 강력하고 효과적이었던 주장이었다. 그러나 그가 협상 중이던 때, 팔머스턴 경은 하원에서 영국의 해군 무기고를 요새화하는 법안을 제출했는데, 이는 프랑스를 침략 및 공격의 위협 원천으로 명시적으로 지적하는 호전적인 연설과 함께 도입되었다. 이는 파리에서 분노와 반감을 불러일으켰고, 코브던이 얻은 영향력과 그의 성실성에 대한 완전한 신뢰가 아니었다면 협상은 아마도 완전히 무산되었을 것이다. 그러나 마침내 약 12개월간의 끊임없는 노력 끝에 1860년 11월에 작업이 완료되었다. 글래드스턴은 말했다: "14년 전 조국에 하나의 뛰어난 봉사를 제공했던 사람이 같은 짧은 생애 동안, 땅이나 칭호로 장식되지 않고, 자신이 사랑하는 사람들과 구별되는 어떤 표시도 없이, 군주와 조국에 또 다른 위대하고 기억할 만한 봉사를 수행할 수 있는 특권을 가진 사람은 드물다."
이 작업이 마무리되자 코브던에게는 그가 크게 기여한 양국 정부로부터 명예가 제안되었다. 팔머스턴 경은 그에게 준남작 작위와 추밀원 의석을 제안했고, 프랑스 황제는 기꺼이 그에게 특별한 표창을 수여했을 것이다. 그러나 그는 특유의 무사심함과 겸손함으로 그러한 모든 명예를 거절했다.
코브던의 자유 무역 증진 노력은 항상 그가 가장 높은 도덕적 목적이라고 여긴, 즉 세상의 평화와 인류의 선의 증진에 종속되었다. 이것이 프랑스와의 상업 조약에 대한 그의 바람이자 희망이었다. 따라서 그는 언론과 일부 주요 정치인들이 여전히 불신의 감정을 적극적으로 조장하는 것을 발견하고 깊이 실망하고 괴로워했다. 1862년에 그는 "세 가지 공황"이라는 소책자를 출판했는데, 그 목적은 지난 15~16년 동안 영국을 괴롭혔던 프랑스의 의도에 대한 주기적인 경보의 역사를 추적하고 그 어리석음을 폭로하는 것이었다.

### 남북 전쟁
남북 전쟁이 미국에서 발발할 위협에 처하자 코브던은 깊이 괴로워했지만, 갈등이 불가피해진 후에는 연방에 전적으로 동정했다. 왜냐하면 아메리카 연합국은 노예제를 위해 싸우고 있었기 때문이다. 그럼에도 불구하고, 그의 큰 걱정은 이 갈등이 진행되는 동안 영국이 어떠한 가치 없는 길로도 빠지지 않아야 한다는 것이었다. 미국과의 관계가 봉쇄 돌파선과 영국 항구에서 출항한 남부군 통상 파괴선의 지원으로 미국에 대한 약탈이 발생하여 위태롭고 위협적인 상황이 되었을 때, 이 사건들은 전후 앨라배마 클레임으로 이어졌는데, 그는 일련의 뛰어난 명확성과 힘을 가진 연설을 통해 이 문제를 영국 하원에 제기했다.

### 성격과 동기
코브던은 어린 시절부터 에너지와 사교성으로 특징지어졌지만, 특히 세상을 배우고 이해하려는 열망이 강했으며, 이는 그의 평생 동안 그와 함께했다.
그는 다양한 계층의 많은 친구들을 가지고 있었다.
디즈레일리는 코브던이 자신의 주장을 극단으로 몰아가지 않는 신중한 기술에 대해 칭찬했으며, 이는 그의 특별한 설득력의 비결 중 하나였다.
코브던은 물질적 부의 개선이 도덕적 개선을 가져오지 못했다는 점에 실망했을 수도 있다. 그는 말년에 이렇게 썼다. "국가들은 아직 번영, 자유, 평화를 누리는 법을 배우지 못했다. 그들은 더 높은 문명 상태에서 그것을 배울 것이다. 우리는 우리가 후손의 본보기라고 생각하지만, 우리는 암초와 모래톱을 피하도록 돕는 등대와 다름없다. 세상은 배우는 데 너무나 느리다..."

## 사망

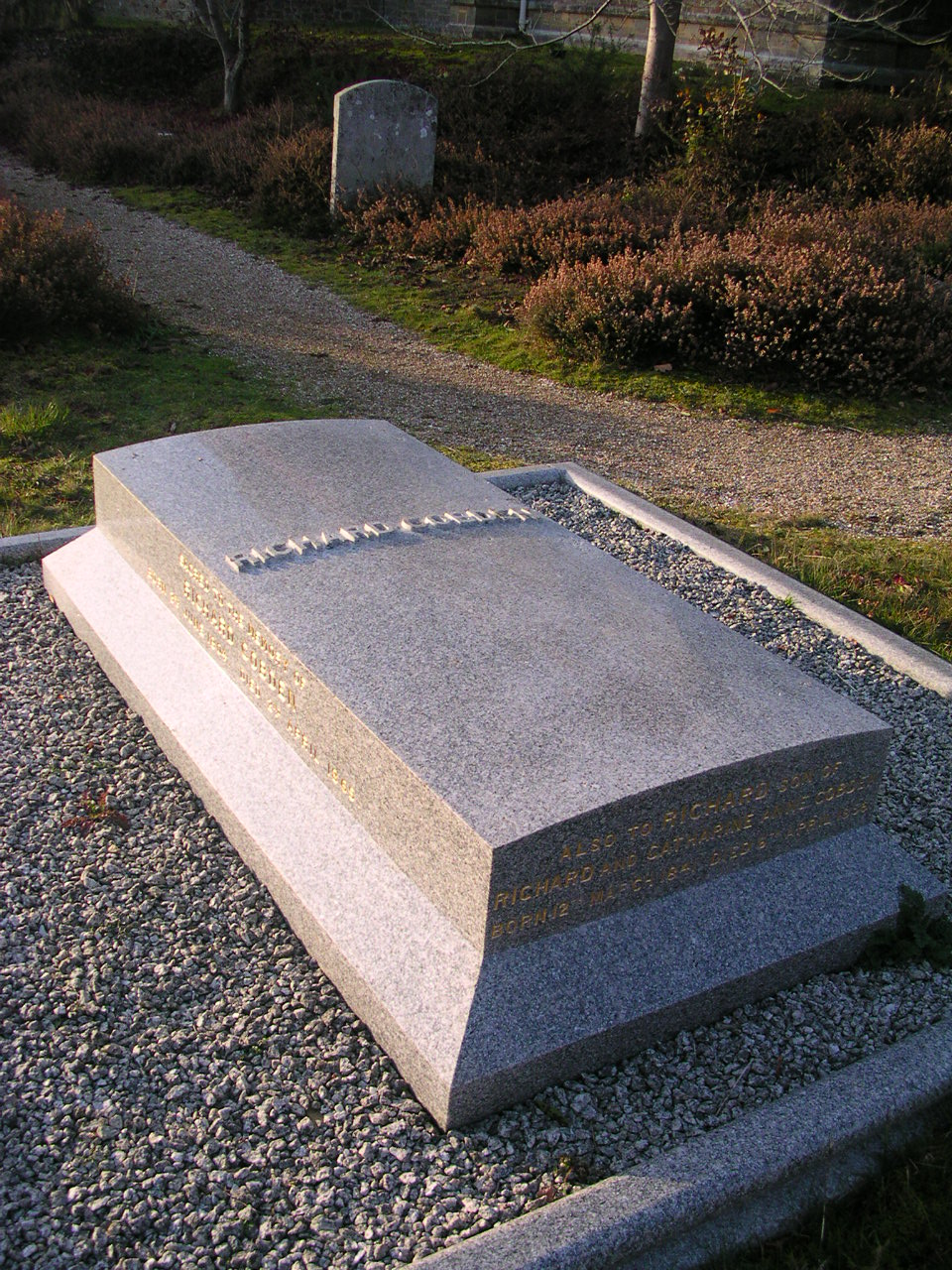
웨스트 서식스주 웨스트 래빙턴 교회 묘지에 있는 코브던의 무덤.

수년 동안 코브던은 기관지 염증과 호흡 곤란으로 몸이 좋지 않았다. 이 때문에 그는 1860년 겨울을 알제리에서 보냈고, 그 후 매년 겨울에는 특히 습하고 안개 낀 날씨에는 집에 머물렀다. 그는 국제 평화 및 기타 주제에 대해 지적으로 계속 참여했다. 1865년 4월 2일 그는 런던 아파트에서 평화롭게 사망했다. 그는 4월 7일 웨스트 서식스주 웨스트 래빙턴 교회에 안장되었다. 코킹 코즈웨이에 대규모 장례 행렬이 모여 1마일 떨어진 교회로 향했다. 그의 무덤은 글래드스턴, 브라이트, 밀너 깁슨, 찰스 빌리어스를 비롯해 전국 각지에서 온 수많은 조문객들로 둘러싸여 있었다.

### 추모
그가 사망한 다음 날, 팔머스턴 경은 "어제 아침에 일어난 사건으로 인해 의회와 국가가 입은 막대한 손실을 모든 의원들이 기억하지 않고서는 의회가 업무를 진행할 수 없을 것"이라고 말했다. 디즈레일리는 후세의 평결이 코브던이 이 나라의 순수 중산층이 아직까지 배출한 가장 위대한 정치적 인물이었다고 할 것이라고 말하며, 그가 "하원의 영광이자 영국의 명예"였다고 말했다.
프랑스 입법부에서도 부의장 포르카데 라 로케트는 그의 죽음을 언급했고, 곳곳에서 따뜻한 존경의 표현이 반복되고 박수갈채를 받았다. "리처드 코브던의 죽음은" 라 로케트 씨가 말했다. "영국(UK)에게 불행일 뿐만 아니라 프랑스와 인류에게도 애도의 원인이다." 드루앵 드 뤼스, 프랑스 외무부 장관, 그의 죽음을 특별 공문을 통해 다루었으며, 프랑스 대사에게 "영국 해협 건너편에서 리처드 코브던의 죽음, 즉 안타까운 만큼 시기상조인 죽음이 불러일으킨 애도와 진정으로 국가적인 후회"를 정부에 전달할 것을 요청했다. ...그는 무엇보다도" 그는 덧붙였다. "우리 눈에는 국가의 경계와 경쟁이 사라지는 그러한 감정과 그러한 국제적인 원칙의 대표자입니다. 본질적으로 그의 조국의 사람이었지만, 그는 시대의 사람이었습니다. 그는 상호 관계가 우리 시대에 국민의 번영을 위해 무엇을 이룰 수 있는지 알았습니다. 코브던, 제가 감히 말씀드리자면, 그는 국제적인 사람이었습니다."
코브던은 자유지상주의자와 역사가 랄프 라이코에 의해 "국제 문제에 대한 가장 위대한 고전적 자유주의 사상가"로 불렸다.

## 개인 생활
그는 1836년 4월 29일 맨체스터 문학 철학회의 회원으로 선출되었고, 1840년 코브던은 웨일스 여성인 캐서린 앤 윌리엄스와 결혼했다. 그들은 다섯 명의 살아남은 딸을 두었다. 이 중 제인은 영국의 자유당 정치인으로, 출판사 토머스 피셔 언윈과 결혼하여 코브던 언윈 부인으로 알려졌다. 엘런은 출판 작가였고 화가 발터 지커트의 세 아내 중 첫 번째 아내였다. 그리고 앤은 제본사 T. J. 샌더슨과 결혼하여 그의 성에 자신의 성을 추가했다. 1856년에 그들의 유일한 아들은 짧은 성홍열을 앓다가 15세의 나이로 사망했다. 다른 두 자녀는 유아기에 사망했다.
코브던은 공적인 삶이 중요했지만 가족에게 헌신했다.

## 유산
코브던과 "코브던주의"라고 불리며 나중에 자유방임주의와 동일시된 사상은 알렉산더 해밀턴과 프리드리히 리스트의 사상에 기반한 보호무역을 옹호하는 영국 경제학자 학파로부터 많은 비판을 받았다. 그러나 19세기 대부분 동안 자유 무역 운동에서의 그의 성공은 이의를 제기할 수 없었고 보호 무역은 이단적인 것으로 간주되었다. 조지프 체임벌린이 시작한 영국의 관세 개혁 운동은 맨체스터주의의 새로운 반대자들을 불러왔고, 전체 주제는 다시 논란의 여지가 생겼다. 제2차 세계 대전 이후 재건의 시대에는 국제 무역에 대한 정부 개입이 다시 유행했지만, 1980년대부터 영국에서는 마거릿 대처(키스 조지프를 통한 이녹 파월의 영향)와 미국에서는 로널드 레이건이 자유방임주의의 부활을 이끌었으며, 2006년 기준, 이는 주류 경제 사상에 여전히 영향력을 미치고 있다.
코브던은 영국 역사에 깊은 흔적을 남겼다. 그가 "과학적 경제학자"는 아니었지만, 그의 많은 사상과 예언은 나중에 학술 경제학에 나타날 주장과 관점을 예고했다. 그는 영국이 세계를 위해 제조하고 다른 나라의 농산물과 교환하는 것이 "자연스럽다"고 생각했다. 현대 경제학자들은 이를 비교 우위라고 부른다. 그는 곡물법 폐지를 옹호했는데, 이는 식량을 싸게 만들었을 뿐만 아니라 산업 발전을 돕고 노동에 이익을 주었다. 그는 다른 나라들이 예측 가능한 미래에 영국의 제조업과 경쟁할 수 없을 것이라고 정확하게 보았다. 그는 "우리는 기독교의 가장 높은 명령에 부합하는 것만을 옹호한다. 즉 가장 싼 시장에서 사고 가장 비싼 시장에서 파는 것이다"라고 말했다. 곡물법 폐지 이후 영국 제조업은 상당한 생산성 향상을 보인 반면, 영국 농업은 수입 경쟁으로 인해 궁극적으로 쇠퇴했다. 그는 세계의 다른 나라들이 영국의 모범을 따라야 한다고 생각했다. "만약 곡물법을 정직하게 폐지하고 자유 무역을 단순하게 채택한다면, 5년 안에 바뀌지 않을 유럽 관세는 없을 것이다"(1846년 1월). 그의 세계시민주의는 코브던의 라이벌들 사이에서 그가 소영국주의자라는 인식을 불러일으켰고, 이는 그가 반제국주의를 발전시키도록 이끌었다. 코브던은 또한 평화와 자유 무역의 연관성을 보았다. "사람들이 서로 더 많이 교류하고 정부가 덜 간섭할 때 지구에 평화가 올 것이다." "외국과의 관계에서 우리의 위대한 행동 규칙은 상업 관계를 확장하는 데 있어 정치적 관계를 가능한 한 적게 갖는 것이다."
그의 전기인 존 몰리의 "리처드 코브던의 삶"은 존 브라이트와 루이 말레 경과 같은 동시대 인물의 의견을 바탕으로 1881년 (로버츠 브라더스: 보스턴)에 출판되었다.
1866년, "평화, 자유 무역, 국가 간의 선의"를 증진하기 위해 코브던 클럽이 설립되었다. 이는 코브던의 로치데일 지역구 후임자인 토머스 베일리 포터의 노력 덕분이었는데, 그는 코브던의 원칙을 지지하는 기관을 원했다. 1866년 5월 15일 런던 리폼 클럽에서 클럽 창립 회의가 열렸고, 첫 클럽 만찬은 1866년 7월 21일 리치먼드의 스타 앤드 가터 호텔에서 글래드스턴이 주재하여 열렸다. 클럽은 선전 목적으로 자유 무역 문헌을 적극적으로 배포했다.
옥스퍼드와 케임브리지에 코브던의 이름을 딴 상이 제정되었다.
1903년에 시작된 조지프 체임벌린의 관세 개혁 제안은 영국에서 자유 무역 대 보호무역 논쟁을 다시 점화시켰다. 코브던 탄생 100주년을 기념하여 1904년 6월 런던 알렉산드라 궁전에 1만 명이 모였다. 코브던은 다른 어떤 19세기 인물보다 "평화롭고 번영하는 세계 질서를 상징했으며, 이는 자유 무역의 온화한 힘으로 유지되었다." 회의에서 자유당 지도자 헨리 캠벨배너먼 경은 다음과 같이 말했다.
이 모임을 구성한 사람들을 고무시킨 동기는 두 가지였습니다. 그들은 공감하는 마음, 지혜, 직관, 용기, 칭찬할 만한 웅변으로 아버지 세대에 큰 해방을 가져다준 위대한 영국인에 대한 존경과 감사를 표하고 싶었습니다. 또한 그들은 그가 가르친 교리에 대한 충성을 선언하고, 하나님의 도우심으로 그 교리의 힘이 손상되지 않도록 결의를 다지고자 했습니다. 그들이 그에게, 그리고 자신들에게 빚지고 있는 것은, 그가 아마도 다른 어떤 개인보다도 더 많이 쟁취해 준 유산을 굳건히 지키고, 그가 엄청난 역경과 싸워 얻은 전투의 결실이 쉽게 빼앗기지 않도록 모든 사람에게 분명히 하는 것이었습니다. 그들은 코브던을 영감을 받은 예언자로 추앙하기 위해 온 것이 아니라, 그를 위대한 시민, 위대한 정치가, 위대한 애국자, 그리고 위대한 인기 지도자로 보았습니다... 코브던은 상업뿐만 아니라 평화와 선의, 상호 이해에 대한 인위적인 제한과 장애물, 그렇습니다, 그리고 국내의 자유와 선한 통치에 대한 장애물까지도 허물기 위해 평생을 보냈습니다. 지적인 노동자들이 제조업자인 코브던을 경계하지 않는 것에 놀라움을 표하는 사람들은 그가 사람들에게 값싼 식량과 풍부한 고용을 제공했으며, 그보다 훨씬 더 많은 일을 했다는 사실, 즉 그가 계급 정부와 계급 예속의 경제적 기반을 폭파시켰다는 사실을 간과했습니다.
스탠리 볼드윈은 1930년 12월 대공황 기간 동안 보수당은 "이 나라의 산업 및 경제적 입장이 개선되려면 지난 세대의 코브던주의에서 벗어나 보호주의적 기반을 확립해야 한다고 믿는 모든 이들의 국민당"이라고 말했다. 2주 후 볼드윈은 노동당 정부의 제국 회의 처리 방식에 대해 공격했다. "그 회의에서 정부는 영국 산업을 돕고 제국을 긴밀한 무역 파트너십으로 묶을 수 있는 훌륭한 기회를 가졌습니다. 그들은 이 기회를 잡지 못했습니다. 왜냐하면 자치령 제안이 고대하고 쓸모없는 코브던주의의 자유 무역 이론과 화해할 수 없었기 때문입니다." 영국은 1932년에 자유 무역을 포기하고 일반 관세를 채택했다. 1932년 전직 노동당 재무부 장관 필립 스노든은 코브던주의가 죽었다고 말하는 것보다 더 큰 실수는 없었다고 말했다. "코브던주의는 오늘날 전 세계에서 그 어느 때보다 더 살아있습니다.... 오늘날 코브던의 사상은 이기적인 민족주의에 반대하고 있습니다. 다양한 형태로 나타나는 무역 제한을 철폐해야 할 필요성은 그 속박을 벗어 던질 수 없는 사람들조차도 보편적으로 인식하고 있습니다." F. W. 허스트는 제2차 세계 대전 중인 1941년에 코브던의 사상이 "마르크스의 '복음'과 거의 완전히 대조된다"고 말했다.
코브던의 국제적 사상은 애국심과 평화, 계급의 조화, 헌법적 방법에 의한 개혁, 인간과 국가 간의 선의에 기반을 두었다. 코브던은... 개인의 자유와 기업, 자유 시장, 의견의 자유, 무역의 자유를 믿었다. [그의] 모든 신조는 카를 마르크스에게는 저주였다. 그는 애국심이나 조국에 대한 사랑이 없었다. 그는 모든 나라의 이른바 "프롤레타리아트"에게 폭력 혁명으로 사회를 전복하고, 자본가이자 노예 감독이라고 비난한 중간 계급과 모든 고용주를 파괴하고, 사유 재산 몰수와 새로운 독재, 즉 프롤레타리아 독재를 요구했다. 코브던이 애덤 스미스의 가르침을 해석하고 실천했듯이, 레닌은 카를 마르크스의 가르침을 해석하고 실천했다. 이 두 위대한 인물은 죽었지만 여전히 말한다. 그들은 문명 세계 앞에 두 가지 정치 경제 시스템, 정치 사상, 인간 사회의 주창자로 우뚝 서 있다... 이 전쟁이 끝나면, 우리 영국은 분명히 우리의 언론과 의회가 자유로울 것인지, 우리가 징집 국가가 될 것인지, 사유 재산과 저축이 보장될 것인지 몰수될 것인지, 우리가 재판 없이 투옥될 것인지, 우리가 원하는 곳에서 원하는 방식으로 사고팔 권리를 다시 누릴 것인지—요컨대 우리가 경찰 국가의 관료주의에 의해 노예처럼 통치될 것인지, 아니면 우리가 선택한 대표자들에 의해 자유로운 사람으로 통치될 것인지를 선택해야 할 것이다. 이 갈등은 리처드 코브던과 카를 마르크스에 의해 상징화되고 의인화될 것이다.
어니스트 베빈, 노동당 외무장관은 1947년 7월 26일 "우리는 코브던식 경제로 돌아갈 수 없다"고 말했다. 1966년 노동당 수상 해럴드 윌슨은 대공황 동안 정부가 "실업을 완화하기 위한 어떤 확장적 조치도 막았던" "청교도 코브던주의" 견해를 고수했던 필립 스노든을 공격했다.

### 장소
코브던의 고손자인 닉 코브던-라이트(Nick Cobden-Wright)는 2019년에 YMCA가 소유한 그의 옛 집 던포드 하우스(미드허스트)를 매각하는 것을 막기 위한 캠페인을 시작했다. 이 집은 그의 딸 애니 (사회주의자이자 여성 참정권 운동가)의 집이기도 했다. 이 집에는 그녀가 다우닝 스트리트 시위에서 들었던 "투표 없으면 세금 없다"는 배너가 보관되어 있었다. 그의 코브던 재단 캠페인은 에멀린 팽크허스트의 고손녀인 헬렌 팽크허스트 CBE 등의 지지를 받았다.
캐나다, 미국, 호주의 코브던 (온타리오주), 코브던 (일리노이주), 코브던 (미네소타주), 코브던 (빅토리아주)는 모두 리처드 코브던의 이름을 따서 명명되었다.
코브 스텐햄 역시 그의 이름을 따서 명명되었다.
뉴질랜드 남섬의 코브던 (뉴질랜드)은 그의 이름을 따서 명명되었다.
캠던타운의 리처드 코브던 초등학교와 2등급 건축물인 런던 노스켄징턴 켄살 로드의 코브던 워킹 멘스 클럽은 그의 이름을 따서 명명되었다.
사우샘프턴의 코브던 다리는 그의 이름을 따서 명명되었다.
베리, 달링턴, 달턴 인 퍼네스, 노팅엄, 넬슨의 코브던 거리는 모두 그의 이름을 따서 명명되었다. 베드퍼드에는 코브던 스퀘어가 있고 워딩과 미드허스트에는 코브던 로드가 있다. 노팅엄의 코브던 거리 옆에는 브라이트 거리도 있다. 랭커셔 주 번리에는 두 개의 코브던 거리가 있다. 에든버러에는 코브던 거리와 코브던 테라스가 있다.
워딩의 리처드 코브던 펍은 그의 이름을 따서 명명되었고, 셰필드의 코브던 뷰 펍에는 문 위에 그의 얼굴이 있다. 코킹, 웨스트 서식스에는 20세기 폐업하고 개인 주택이 된 리처드 코브던 펍이 있었다. 채텀, 켄트의 리처드 코브던 펍은 그의 이름을 따서 명명되었으며, 나중에 영국 밴드 볼크스의 노래 "The Richard Cobden"의 주제가 되었다. 리버풀 울턴의 쿼리 스트리트에도 그의 이미지가 외부 간판에 그려진 "코브던"이라는 펍이 있다.

### 동상
코브던의 청동 동상은 맨체스터 세인트 앤 광장(위 사진)에 있으며, 그의 흉상은 맨체스터 시청에 있다.
런던 모닝턴 크레센트역 옆 광장에는 대중 기부금(나폴레옹 3세도 기부함)으로 건립된 그의 동상이 있다. 캠던타운의 코브던 펍은 이 동상의 이름을 따서 명명되었다.
스톡포트 시내 중심에 있던 코브던 동상은 2006년 도시 재생 계획의 일환으로 옮겨졌다가 현재 제자리에 다시 놓였다.
브래드포드 울 익스체인지 서쪽 요크셔 내부에는 코브던의 동상이 있다.
울 익스체인지 외부, 1층 아치 사이에는 코브던을 비롯한 유명 인사들의 조각된 초상화가 있다(다른 인물은 타이터스 솔트, 스티븐슨, 와트, 아크라이트, 자카드, 글래드스턴, 팔머스턴, 그리고 (뱅크 스트리트 방향으로는) 롤리, 드레이크, 콜럼버스, 쿡, 앤슨). 탑 아래 현관 입구를 따라서는 양털빗기 장인의 수호성인인 블레즈 주교와 양모 무역을 크게 장려한 에드워드 3세의 동상이 서 있다.
1868년에 코브던을 기념하여 세워진 오벨리스크는 웨스트 서식스주 웨스트 래빙턴에 있다. 동상에는 "자유 무역. 국가 간의 평화 선의"라는 문구가 새겨져 있다.

#### 흉상
코브던의 흉상은 웨스트민스터 사원 북쪽 트랜셉트의 서쪽 통로에 있다.

### 기타
1980년대 미국의 자유지상주의 출판사인 코브던 프레스는 그의 이름을 따서 명명되었으며, 오늘날까지 무어필드 스토리 연구소의 임프린트로 남아 있다. 코브던은 페르디낭 드 레셉스에 의해 수에즈 운하 회사의 설립자로 지명되었다.
헝가리 코브던 협회는 1921년에 그의 이름을 따서 명명되었다.

### 참고 문헌
- McGilchrist, John (1865). 《리처드 코브던. 자유 무역의 사도》. 하퍼 & 브라더스.
- Morley, John (1905), 《리처드 코브던의 삶》, T. 피셔 언윈
- Stack, David (2017), 〈골상학 친구들〉,   Howe, Anthony; Morgan, Simon, 《19세기 자유주의 재고: 리처드 코브던 탄생 200주년 기념 에세이》, 루틀리지, ISBN 978-1-35190-361-5

- 본 문서에는 현재 퍼블릭 도메인에 속한 다음 저작물을 기초로 작성된 내용이 포함되어 있습니다: 1878 브리태니커 백과사전

## 더 읽어보기
- Brady, John M. (2008). 〈코브던, 리처드 (1804–1865)〉.   Hamowy, Ronald. 《자유지상주의 백과사전》. 사우전드 오크스, 캘리포니아: 세이지; 케이토 연구소. 74–75쪽. doi:10.4135/9781412965811.n49. ISBN 978-1412965804. OCLC 750831024.
- Briggs, Asa. "코브던과 브라이트" 히스토리 투데이 (1957년 8월) 7#8 pp 496–503.
- Brock, Christopher J.L. & Jackson, Sir Gilbert H.B. (1939). 코브던 클럽의 역사. 클럽 회원들이 씀. 런던: 코브던-샌더슨. OCLC 1063131060.
- Edsall, Nicholas C. (2014). 리처드 코브던, 독립 급진주의자. 하버드 대학교 출판부. ISBN 978-0674330801. OCLC 1041898771.
- Hinde, Wendy (1987). 리처드 코브던: 빅토리아 시대의 아웃사이더. 뉴 헤이븐: 예일 대학교 출판부. ISBN 978-0300038804. OCLC 807249975.
- Hirst, Francis W. (1941). 리처드 코브던과 존 몰리. 1941년 리처드 코브던 강연. 코브던 클럽
- Howe, Anthony (1997). 자유 무역과 자유주의 영국. 1846–1946. 옥스포드: 클래런던 프레스
- Jewkes, John (1948). 계획에 의한 시련. 맥밀런
- López, Rosario (2015). "리처드 코브던의 유럽 여행: 스페인, 베니스, 러시아에 대한 세 편의 미출판 에세이." 유럽 사상사 41, no. 7. 948–965
- López, Rosario (2017). "중산층 영웅으로서의 리처드 코브던: 빅토리아 시대 영국에서의 대중 연설과 정치 토론". Redescriptions: Political Thought, Conceptual History and Feminist Theory 20, no. 1. 49–67
- McCord, Norman (1958). 반곡물법 동맹: 1838–1846
- Pickering, Paul A. and Alex Tyrell (2001). 국민의 빵: 반곡물법 동맹의 역사. 블룸즈버리 출판사
- Trentmann, Frank (2008). 자유 무역 국가. 현대 영국에서의 상업, 소비, 시민 사회. 옥스포드 대학교 출판부

### 역사학
- Loades, David Michael, 편집. (2003). 《영국사 독자 안내서》. 뉴욕: 피츠로이 디어본. 283–284쪽. ISBN 978-1579584276. OCLC 51511190.